# Valle de Aguas Arriba
Valle de Aguas Arriba est un corregimiento situé dans le district d'Almirante, province de Bocas del Toro, au Panama. En 2010, la localité comptait 3 163 habitants.